# Новоселівка (Сумський район)
Новосе́лівка — село в Україні, у Лебединській міській громаді Сумського району Сумської області. Населення становить 49 осіб. До 2020 орган місцевого самоврядування — Червленівська сільська рада.

## Географія
Село Новоселівка знаходиться за 3 км від лівого берега річки Лозова. На відстані 1 км розташовані села Грушеве та Чижове. По селу протікає пересихаючий струмок з загатою.
Відстань до центру громади становить понад 15 км і проходить автошляхом Т 1913.

## Історія
12 червня 2020 року, відповідно до Розпорядження Кабінету Міністрів України № 723-р «Про визначення адміністративних центрів та затвердження територій територіальних громад Сумської області» увійшло до складу Лебединської міської громади.
19 липня 2020 року, після ліквідації Лебединського району, село увійшло до Сумського району